# Rezerwat przyrody Cisy Sosnowickie im. T. Szeszyckiego
Rezerwat przyrody Cisy Sosnowickie im. T. Szeszyckiego – florystyczny rezerwat przyrody położony na terenie gminy Przybiernów w powiecie goleniowskim (województwo zachodniopomorskie).

## Powołanie
Obszar chroniony utworzony został 26 października 2022 r. na podstawie Zarządzenia Regionalnego Dyrektora Ochrony Środowiska w Szczecinie z dnia 5 października 2022 r. w sprawie uznania za rezerwat przyrody „Cisy Sosnowickie im. Tomasza Szeszyckiego” (Dz. Urz. Woj. Zach. z 2022 r. poz. 4335). Patronem rezerwatu został Tomasz Szeszycki (zm. 2019), od 1983 nadleśniczy nadleśnictwa Rokita, inicjator powołania wielu okolicznych rezerwatów, użytków ekologicznych i zespołów przyrodniczo-krajobrazowych, autor monografii poświęconych m.in. cisowi pospolitemu.

## Położenie
Obszar chroniony ma powierzchnię 4,03 ha, znajduje się w obrębie ewidencyjnym Sosnowice i granicach nadleśnictwa Rokita. Leży częściowo w granicach zespołu przyrodniczo-krajobrazowego Przybiernowskie Cisy. W bezpośrednim sąsiedztwie leży wieś Sosnowice, a w odległości ok. 3 km na wschód rezerwat Cisy Rokickie im. prof. Stanisława Króla.

## Ochrona
Celem ochrony rezerwatowej jest „zachowanie ze względów naukowych i dydaktycznych odnowienia naturalnego cisa pospolitego Taxus baccata, stanowiącego drugie piętro w drzewostanie sosnowym”, obejmuje on ekosystem w podtypie lasów nizinnych. W granicach rezerwatu znajduje się około 60-letni drzewostan sosnowy liczący mniej więcej 3,5 tys. cisów, pochodzący z naturalnego obsiewu. W województwie zachodniopomorskim znajduje się kilka podobnych form ochrony przyrody obejmujących analogiczne drzewostany.
Według stanu na październik 2022 rezerwat nie ma wyznaczonego planu ochrony ani zadań ochronnych.